# Khủng hoảng lương thực 2022
Năm 2022 chứng kiến sự gia tăng nhanh chóng của giá lương thực và sự thiếu hụt nguồn cung cấp lương thực trên khắp thế giới. Các cuộc khủng hoảng kép ở các khu vực khác nhau trên thế giới là do tổng hợp các nguyên nhân địa chính trị, kinh tế và tự nhiên, chẳng hạn như nhiệt độ khắc nghiệt, lũ lụt và hạn hán do biến đổi khí hậu gây ra. Các cuộc khủng hoảng kéo theo an ninh lương thực và khủng hoảng kinh tế trong đại dịch COVID-19.
Sau cuộc tấn công Ukraine năm 2022 của Nga, Tổ chức Lương thực và Nông nghiệp (viết tắt là: FAO) cũng như các quan sát viên khác về thị trường hàng hóa thực phẩm, đã cảnh báo về sự sụt giảm nguồn cung lương thực và tăng giá. Phần lớn mối lo ngại liên quan đến tình trạng thiếu hụt nguồn cung đối với các loại cây hàng hóa chủ chốt, chẳng hạn như lúa mì, ngô và dầu thực vật, làm tăng giá các mặt hàng này. Cuộc tấn công cũng dẫn khiến giá nhiên liệu và phân bón tăng nhanh, gây ra tình trạng giá cả leo thang và thiếu lương thực.
Ngay cả trước cuộc chiến ở Ukraine, giá lương thực đã ở mức cao kỷ lục: Tính đến tháng 2 năm 2022, giá lương thực hàng năm đã tăng 20% theo FAO. Chiến tranh tiếp tục làm tăng giá cả hàng năm thêm 40% vào tháng 3 năm 2022. Các vấn đề phức tạp như COVID-19, cuộc tấn công của Nga vào Ukraine và mất mùa do khí hậu, được cho là sẽ gia tăng nạn đói và suy dinh dưỡng.
Một số khu vực, chẳng hạn như Đông Phi và Madagascar, đã phải trải qua hạn hán và đói kém do hệ thống nông nghiệp đình đốn và biến đổi khí hậu, và việc tăng giá dự kiến sẽ khiến tình hình này tồi tệ hơn. Ngay cả các nước phía Bắc thường có nguồn cung cấp lương thực đảm bảo, chẳng hạn như Anh và Mỹ, cũng đang bắt đầu hứng chịu những tác động trực tiếp của lạm phát chi phí do mất an ninh lương thực. Một số nhà phân tích mô tả tốc độ tăng giá lương thực thời gian này là tồi tệ nhất kể từ cuộc khủng hoảng giá lương thực thế giới 2007-2008. Mặc dù quốc tế có nhiều biện pháp để giảm giá lương thực, nhưng cho đến tháng 6 năm 2022 vẫn chưa có nỗ lực quốc tế nào có hiệu quả trong việc hạ nhiệt giá loại mặt hàng này.

## Bối cảnh
Đại dịch COVID-19 đã làm gián đoạn đáng kể các chuỗi cung ứng thực phẩm trên khắp thế giới, làm gián đoạn các kênh phân phối ở các khâu tiêu thụ và phân phối của ngành công nghiệp thực phẩm. Giá nhiên liệu và vận tải tăng càng làm tăng thêm tính phức tạp của việc phân phối do thực phẩm cạnh tranh với các hàng hóa khác.
Đồng thời, lũ lụt và đợt nắng nóng nghiêm trọng vào năm 2021 đã phá hủy các cây trồng chủ lực ở châu Mỹ và châu Âu.

## Nguyên nhân

### Khủng hoảng năng lượng
Khí tự nhiên là nguyên liệu chính để sản xuất amonia để sử dụng trong sản xuất phân bón thông qua phương pháp Haber. Sự phát triển của phân bón nitơ tổng hợp đã hỗ trợ đáng kể cho sự gia tăng dân số toàn cầu. Người ta ước tính rằng gần một nửa số người trên Trái đất hiện đang được cung cấp thức ăn do sử dụng phân đạm tổng hợp.
Cuộc khủng hoảng năng lượng toàn cầu 2021–2022 đã lan sang các ngành công nghiệp phân bón và thực phẩm. Theo Julia Meehan, trưởng bộ phận phân bón của cơ quan giá cả hàng hóa ICIS, cho rằng :"Chúng tôi đang mọi loại phân bón đang ở mức giá cao kỷ lục, cao hơn rất nhiều so với mức cao trước đó vào năm 2008. Tình hình rất, rất nghiêm trọng. Mọi người không nhận ra rằng 50% lương thực trên thế giới dựa vào phân bón. "

### Nga tấn công Ukraine

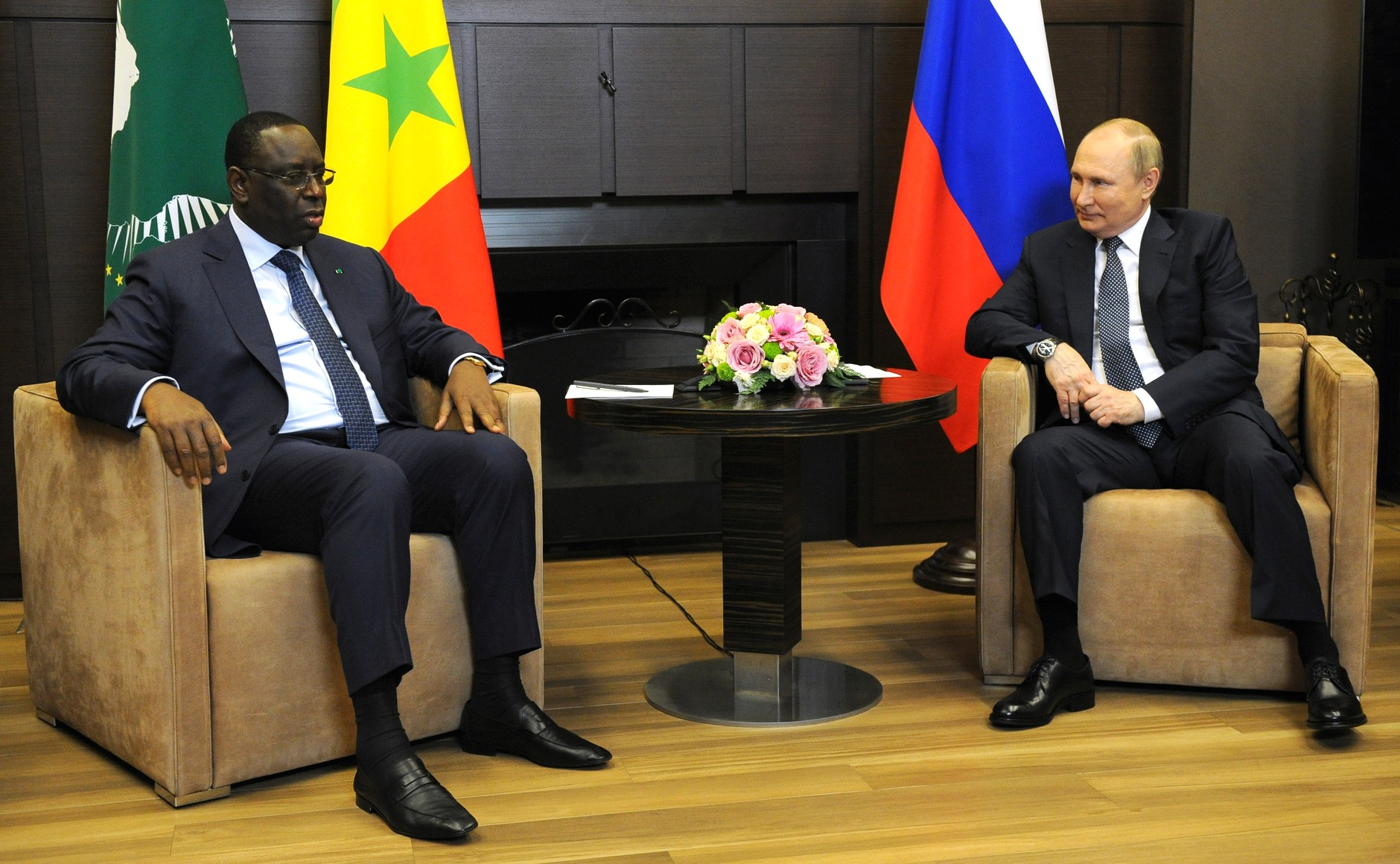
Tổng thống Nga Vladimir Putin đã gặp Chủ tịch Liên minh châu Phi, Macky Sall, để thảo luận về việc vận chuyển ngũ cốc từ Nga và Ukraine đến châu Phi, ngày 3 tháng 6 năm 2022

Từ ngày 2 tháng 2 đến ngày 1 tháng 4, Nga đã cấm xuất khẩu amoni nitrat để đảm bảo nguồn cung cho nông dân trong nước sau khi giá phân bón toàn cầu tăng đột biến do chi phí khí đốt tự nhiên tăng cao.

#### Hạn hán Đông Phi
Một đợt hạn hán ở Đông Phi bắt đầu vào năm 2021 và tiếp tục gia tăng vào năm 2022, một phần do La Niña năm 2022. Ba mùa mưa với lượng giáng thủy thấp ở sừng châu Phi làm phá hủy mùa màng và giết chết những đàn gia súc lớn. Liên Hợp Quốc xác định 20 triệu người có nguy cơ chết đói. Cả động vật hoang dã và gia súc đều bị chết do hạn hán. Khu vực này đặc biệt dễ bị tổn thương vì mùa mưa gây ra nạn dịch châu chấu 2019–2021, phá hủy phần lớn diện tích cây trồng.
Vào đầu tháng 10 năm 2021, gần một năm sau khi Chiến tranh Tigray bắt đầu, Mark Lowcock, người lãnh đạo OCHA trong một phần của Chiến tranh Tigray, tuyên bố rằng chính phủ liên bang Ethiopia đang cố tình bỏ đói Tigray. Ông cho rằng chính phủ "đang thực hiện một chiến dịch phức tạp để ngăn chặn viện trợ" và rằng "không chỉ là một nỗ lực bỏ đói sáu triệu người mà còn là một nỗ lực để che đậy những gì đang xảy ra."

#### Thời tiết khắc nghiệt Châu Âu
Hạn hán ở Tây Ban Nha và Bồ Đào Nha vào đầu năm 2022 đã dẫn đến dự đoán thiệt hại từ 60-80% đối với mùa màng ở một số khu vực. Lượng mưa khổng lồ vào tháng 3 và đầu tháng 4 năm 2022 ở lục địa Tây Ban Nha đã dịu đinh tình hình nhưng không khắc phục được hoàn toàn tình trạng hạn hán do khí tượng đang diễn ra. Các loại cây ăn quả ở hầu hết châu Âu đã bị hư hại bởi đợt lạnh gây sương giá và tuyết trong thời kỳ nảy mầm, sau thời gian thời tiết ấm trái mùa.
Hạn hán ở Ý đã làm giảm dòng chảy của nước ngọt gần sông Po, vốn cung cấp lượng nước tưới cho 40% sản lượng cây trồng. Xâm nhập mặn dự kiến sẽ làm giảm tới 30% sản lượng cây trồng ở các khu vực gần đồng bằng.

#### Đợt nắng nóng phía nam Nam Mỹ
Một đợt nắng nóng ảnh hưởng sâu sắc đến Argentina, Uruguay, Paraguay và Nam Brazil đã khiến sản lượng ngô, đậu nành và các loại ngũ cốc chủ chốt khác giảm, dẫn đến giá hàng hóa toàn cầu tăng đáng kể. Đợt nắng nóng càng làm trầm trọng thêm mùa khô vốn đã có ở nhiều nơi trong khu vực.

#### Lũ lụt ở Úc
Trận lũ lụt nghiêm trọng ở New South Wales trong tháng 2 năm 2022 đã phá hủy hoàn toàn đậu nành và lúa cũng như 36% sản lượng hạt mắc ca. Đàn gia súc và cơ sở hạ tầng canh tác cũng bị thiệt hại nặng nề do lũ lụt, đây là thảm họa thiên nhiên lớn thứ ba tác động nặng nề lên nông nghiệp trong khu vực.

### Chuỗi cung ứng gián đoạn
Trong một bài xã luận vào tháng 5 năm 2022 cho tờ Guardian, George Monbiot đã mô tả một phần nguyên nhân dẫn đến sự sụp đổ của nguồn cung cấp thực phẩm, vấn đề tập trung nguồn cung trong một số chuỗi cung ứng thông qua "Chế độ ăn uống tiêu chuẩn toàn cầu " khiến hệ thống thực phẩm dễ bị gián đoạn nghiêm trọng. Ông so sánh sự gián đoạn của hệ thống lương thực với cuộc khủng hoảng ngân hàng năm 2008, xét về các vấn đề cấu trúc tương tự về tập trung quyền lực kinh tế.
Tại Trung Quốc, phong tỏa hàng loạt như một phần của chính sách zero-COVID đã làm giảm đáng kể đầu vào nông nghiệp chính cho các loại cây ngũ cốc quan trọng. Trước đó, Trung Quốc đã duy trì kho dự trữ lương thực ở "mức cao trong lịch sử" vào năm 2021, do chiến tranh thương mại, thỏa thuận và đàm phán với Mỹ và Australia, cũng có thể thúc đẩy Trung Quốc mua lương thực dự trữ.

### Chiến tranh ở Yemen
Nguyên nhân chính của nạn đói ở Yemen là do Nội chiến Yemen đang diễn ra. Nguồn viện trợ rất khó tiếp cận người dân một cách hiệu quả do Ả Rập Xê-út phong tỏa Yemen bắt đầu từ năm 2015. 17,4 triệu người không có đủ lương thực và mức độ suy dinh dưỡng ở Yemen thuộc hàng cao nhất thế giới.

## Tác động

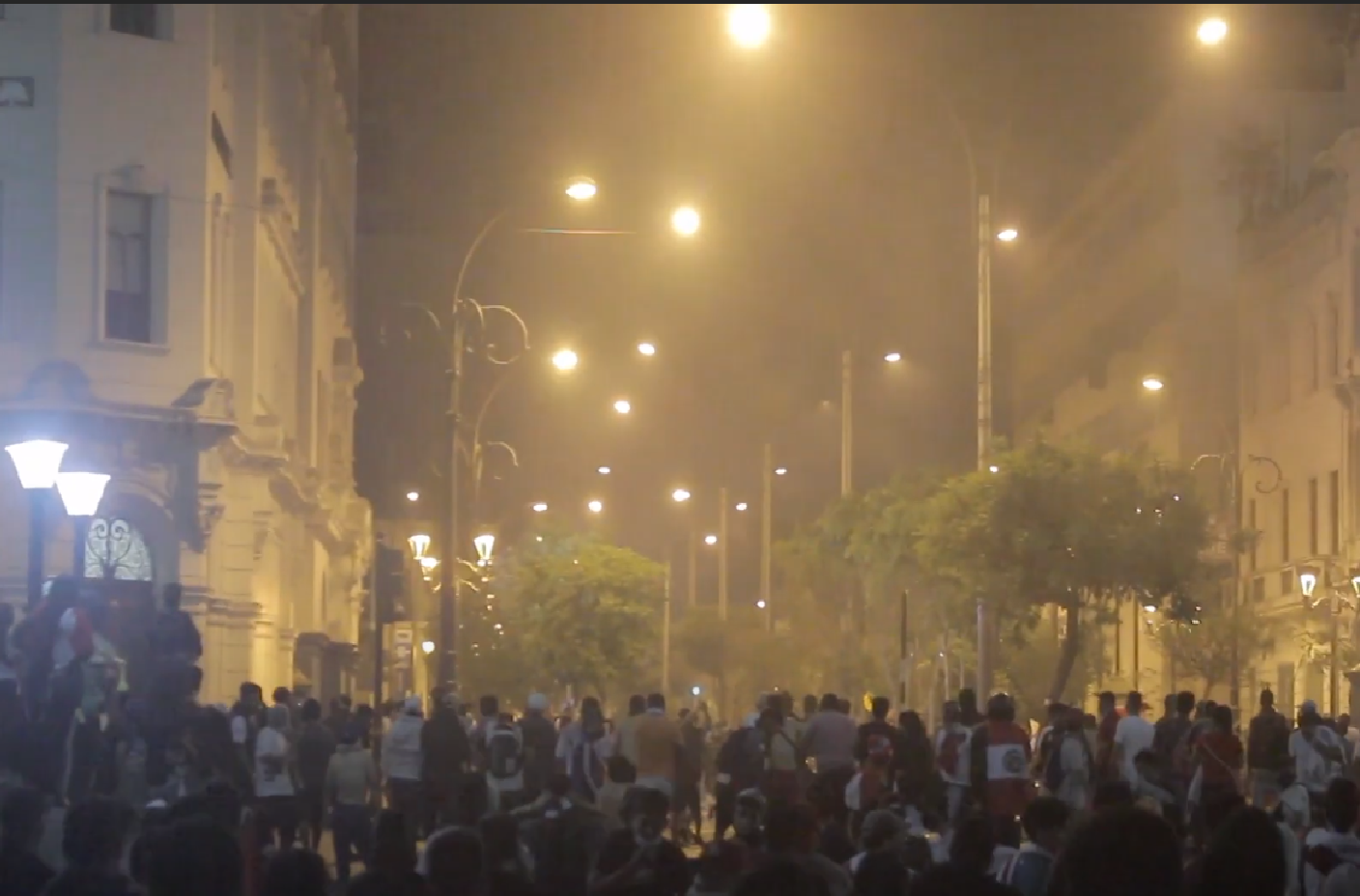
Biểu tình Peru 2022 do giá thực phẩm và nhiên liệu tăng

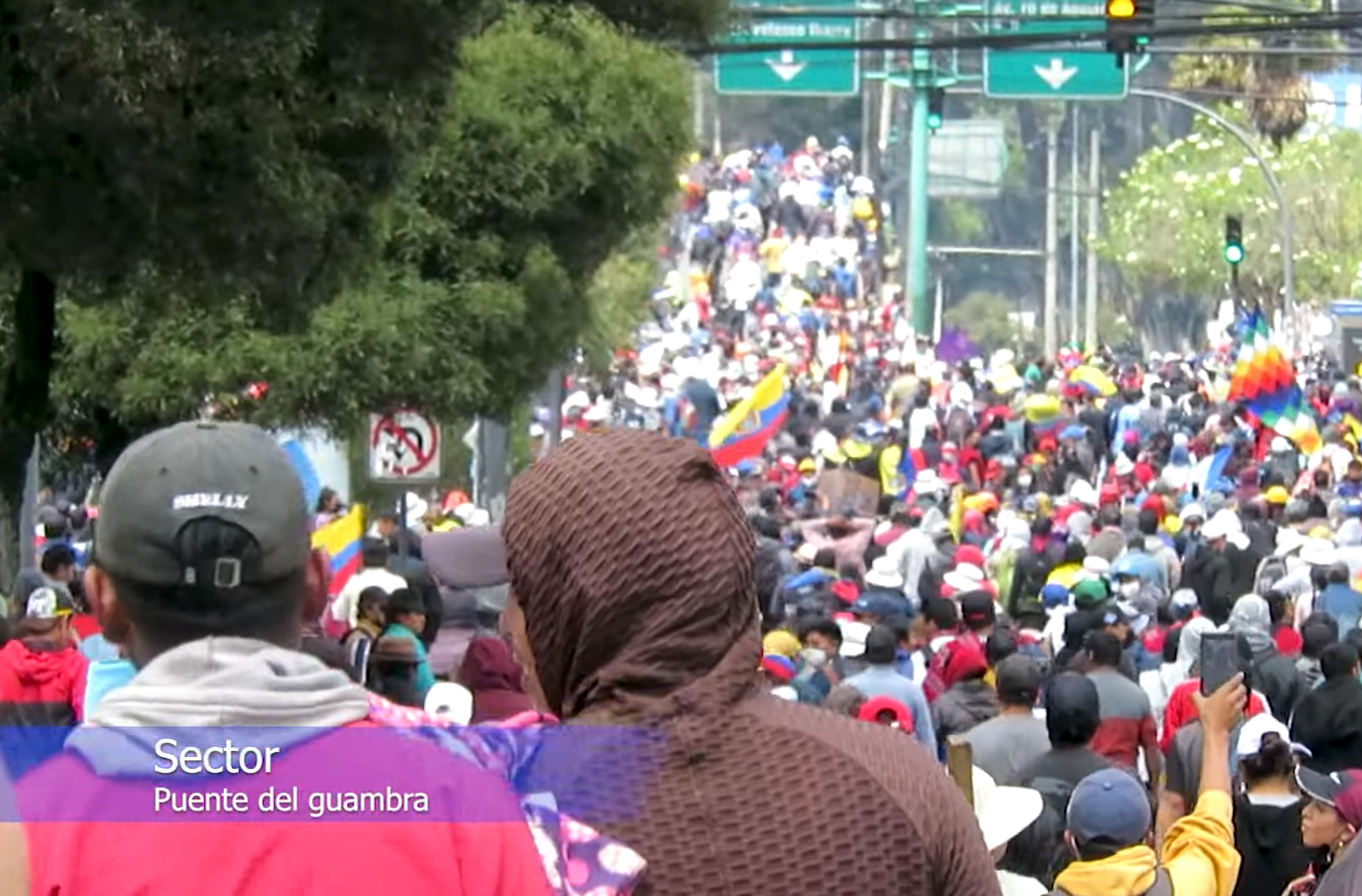
Biểu tình Ecuador 2022 chống lại các chính sách kinh tế của tổng thống Ecuador Guillermo Lasso, được kích hoạt bởi việc tăng giá nhiên liệu và lương thực

Giá cả leo thang đã ảnh hưởng đến các khu vực châu Á, châu Phi và châu Mỹ Latinh, đặc biệt nghiêm trọng với các quốc gia như Iran, Sri Lanka, Sudan, và Iraq. Đó là những quốc gia xảy cuộc biểu tình và bạo loạn lương thực. Các quốc gia khác từng xảy ra bạo loạn lương thực hoặc đang đối mặt với tình trạng bất ổn liên quan là Albania, Kenya, Indonesia, Peru, Ecuador, Tunisia và Lebanon.

### Afghanistan
Sau khi Taliban tiếp quản, các quốc gia phương Tây đã đình chỉ viện trợ nhân đạo và Ngân hàng Thế giới và IMF cũng tạm dừng các khoản thanh toán cho Afghanistan. Chính quyền Biden đã phong tỏa khoảng 9 tỷ USD tài sản thuộc về ngân hàng trung ương Afghanistan, ngăn Taliban tiếp cận hàng tỷ USD được giữ trong các tài khoản ngân hàng của Mỹ. Vào tháng 10 năm 2021, Liên Hợp Quốc tuyên bố rằng hơn một nửa trong số 39 triệu người của Afghanistan phải đối mặt với tình trạng thiếu lương thực trầm trọng.
Việc tăng giá liên quan đến việc Nga xâm lược Ukraine có thể khiến cuộc khủng hoảng kinh tế ở Afghanistan sau khi Mỹ rút quân trở nên tồi tệ hơn. Theo LHQ, 4,4 tỷ đô la để trả cho chi phí thực phẩm gia tăng, cùng với các chuyên gia nhân quyền kêu gọi Hoa Kỳ mở khóa tài sản của ngân hàng trung ương Afghanistan để giảm bớt khủng hoảng nhân đạo.

### Chile
Cuộc khủng hoảng lương thực năm 2022 đã làm trầm trọng thêm lạm phát ở Chile kể từ năm 2020. Índice de Precios al Consumeridor (IPC) đã đo lường vào tháng 3 năm 2022 so với tháng 3 năm 2021 cho thấy tỷ lệ lạm phát (1,9%) là mức cao nhất được biết kể từ tháng 10 năm 1993. Giá bánh mì và thịt tăng cũng như giá thực phẩm nói chung. Giá dầu ăn đã tăng. Một nhãn hiệu dầu ăn tại siêu thị ở Santiago đã tăng giá 90% từ tháng 4 năm 2021 đến tháng 4 năm 2022. Việc lạm phát giá thực phẩm được cho là nguyên nhân dẫn đến việc ngày càng có nhiều thẻ tín dụng siêu thị được phát hành vào năm 2022 cũng như tỷ lệ vỡ nợ thẻ tín dụng của siêu thị ngày càng tăng. Vào tháng 4 năm 2022, Tổng thống Gabriel Boric đã công bố kế hoạch phục hồi kinh tế trị giá 3,7 tỷ USD bao gồm việc tăng lương tối thiểu để giúp người dân đối phó với tình trạng giá cả tăng cao. Các siêu thị thuộc Cencosud bắt đầu phân bổ dầu ăn, gạo và bột mì vào cuối tháng 4.

### Châu Âu
Cuộc khủng hoảng năng lượng của châu Âu và cuộc tấn công Ukraine năm 2022 của Nga đã gây ra sự tăng giá đáng kể cho các ngành công nghiệp thực phẩm và phân bón của châu Âu. Theo Julia Meehan, trưởng bộ phận phân bón của cơ quan giá cả hàng hóa ICIS, cho rằng :"Chúng tôi đang mọi loại phân bón đang ở mức giá cao kỷ lục, cao hơn rất nhiều so với mức cao trước đó vào năm 2008. Tình hình rất, rất nghiêm trọng. Mọi người không nhận ra rằng 50% lương thực trên thế giới dựa vào phân bón."

### Indonesia
Trong bối cảnh giá dầu ăn tăng cao ngất ngưởng gây ra các cuộc biểu tình của sinh viên và các vụ bất ổn dân sự khác, chính phủ Indonesia đã cấm xuất khẩu dầu cọ. Là nhà sản xuất dầu cọ lớn nhất, và với sự sụt giảm thu hoạch ở nhà sản xuất lớn thứ hai và nước láng giềng Malaysia, lệnh cấm đã gây ra sự gián đoạn nghiêm trọng trong chuỗi cung ứng toàn cầu và làm trầm trọng thêm tình trạng tăng giá do mất xuất khẩu dầu của Nga và Ukraine và mất mùa đậu nành ở Nam Mỹ. Sau các cuộc phản đối của những người nông dân trồng cọ, lệnh cấm được bãi bỏ vào cuối tháng 5 sau khoảng ba tuần có hiệu lực.

### MENA và Đông Phi
Việc tăng giá đối với một số mặt hàng chủ lực, chẳng hạn như lúa mì, được cho là sẽ ảnh hưởng nghiêm trọng nhất đến các nước như Ai Cập, Thổ Nhĩ Kỳ và Somalia trong khu vực MENA và Đông Phi, vốn phụ thuộc nhiều vào nhập khẩu lúa mì từ Ukraine và Nga. Tăng giác cũng làm tổn thương sâu sắc các thị trường lương thực trong khu vực, chẳng hạn như Ethiopia, Kenya, Somalia và Nam Sudan.
Những thay đổi trên thị trường lương thực do cuộctấn công Ukraine gây ra càng làm trầm trọng thêm các vấn đề hạn hán hiện có ở vùng Sừng châu Phi vốn đã dễ bị tổn thương. Vào tháng 2, Chương trình Lương thực Thế giới và UNICEF đã dự báo 13 triệu người ở Đông Phi sẽ bị suy dinh dưỡng và đói kém. Đến tháng 3, LHQ tăng con số này lên 20 triệu người.

#### Iran
Các cuộc biểu tình ở Iran nổ ra vào đầu tháng 5 sau khi giá lúa mì tăng.

### Bắc Mỹ
Bắc Mỹ đã đang trải qua sự thiếu hụt đáng kể và các vấn đề về chuỗi cung ứng liên quan đến hạn hán Bắc Mỹ 2020–22 và cuộc khủng hoảng chuỗi cung ứng toàn cầu 2021–2022. Khủng hoảng chuỗi cung ứng cũng là một trong những nguyên nhân dẫn đến tình trạng thiếu sữa công thức cho trẻ em ở Mỹ.

### Tây Phi
Oxfam, ALIMA và Save the Children cảnh báo rằng cuộc khủng hoảng lương thực ở Tây Phi có thể ảnh hưởng đến 27 triệu người, đặc biệt là ở Burkina Faso, Niger, Chad, Mali và Nigeria.
Trong chuyến thăm tại Nigeria, Tổng thư ký Liên hợp quốc đã bày tỏ quan ngại về cuộc chiến làm trầm trọng thêm cuộc khủng hoảng lương thực, năng lượng và các nền kinh tế ở châu Phi nói chung.
Vào ngày 2 tháng 6 năm 2022, Chad tuyên bố tình trạng khẩn cấp về lương thực quốc gia.

## Phản ứng quốc tế

### Trung Quốc
Nửa đầu năm 2022, theo Bộ Nông nghiệp Hoa Kỳ, Trung Quốc đã mua 50% nguồn cung lúa mì, 60% gạo và 69% ngô của thế giới. Trung Quốc đã duy trì kho dự trữ lương thực ở mức "cao trong lịch sử", góp phần làm tăng giá lương thực toàn cầu.

### Hoa Kỳ
Chính quyền Biden đã đối phó với tình trạng thiếu hụt ngày càng tăng trong tháng Tư bằng cách cố gắng tăng sản lượng nông sản của Hoa Kỳ. Cộng đồng chính sách của Hoa Kỳ đã lo lắng về việc Trung Quốc hoặc các nước khác lấp đầy khoảng trống lương thực. Sự bế tắc trong Quốc hội Hoa Kỳ đã ngăn cản nguồn tài trợ và nguồn lực mới cho các cuộc khủng hoảng.
Vào ngày 18 tháng 5 năm 2022, Hoa Kỳ đã công bố chi 215 triệu đô la hỗ trợ phát triển để giảm thiểu tác động của cuộc khủng hoảng. Con số này cộng thêm 320 triệu đô la viện trợ cho vùng Sừng châu Phi.

### Đức
Đức đang thực hiện đề xuất loại bỏ dần việc sử dụng nhiên liệu sinh học được sản xuất từ cây lương thực vào năm 2030. Có tới 40% ngô sản xuất ở Mỹ được sử dụng để sản xuất ethanol, và trên toàn thế giới 10% tổng lượng ngũ cốc chế biến nhiên liệu sinh học. Việc giảm 50% lượng ngũ cốc được sử dụng làm nhiên liệu sinh học ở Mỹ và châu Âu sẽ thay thế toàn bộ lượng ngũ cốc xuất khẩu của Ukraine.

### Tổ chức quốc tế
Ngân hàng Thế giới đã công bố một quỹ bình ổn mới trị giá 12 tỷ đô la để giải quyết các cuộc khủng hoảng lương thực.
Vào tháng 5, LHQ đã kêu gọi Nga tạo điều kiện cho việc mở lại các cảng ngũ cốc của Ukraine để giảm thiểu các cuộc khủng hoảng lương thực toàn cầu.